# 谭千秋
谭千秋（1957年2月—2008年5月12日），中华人民共和国湖南省衡阳市祁东县步云桥镇岩前村人，四川省绵竹市汉旺镇东汽中学教师，中国共产党党员。于2008年5月12日汶川大地震期间遇难于学校。后被媒体报道成因保护学生而遇难的“英雄”和“烈士”，被追授“全国抗震救灾优秀共产党员”、“抗震救灾英雄”等荣誉称号，评为2008年感动中国人物，事迹被收入小学五年级教科书。2010年，有关他“保护学生”的报道被揭发作假，英雄事迹被指不存在，再次引发舆论反响。

## 生平
1978年3月考取湖南大学政治专业。1982年1月毕业，分配到四川绵竹东方汽轮机厂工作，先后在该厂所属的职工大学和中学任教。曾被评为四川省特级教师。遇难时为中学学生工作处主任和政治课教师。
2008年5月12日地震发生时，谭千秋正在教室上课，因教学楼坍塌而与许多学生一同遇难。

## 身后报道与荣誉

### 保护学生的报道
事后，据《长沙晚报》的报道，地震发生时，谭千秋立即意识到是地震，指挥学生离开教学楼。当得知楼上还有学生时，其返回楼上救人。进入教室后，房屋塌陷，谭指挥4名学生（刘红丽、田刚、付强和余建）躲到课桌下，用身体护住学生，被楼板砸到。谭千秋尚未当即遇难，还用大量语言鼓励学生。最后谭千秋牺牲，4名学生因谭千秋的保护而生还。有关报道对事件与对话的描述极其具体，栩栩如生。
新华社记者田雨、孙闻、王建华撰写了三篇有关谭千秋的报道。《竞报》也为新华社记者王建华做过一篇特别报道《我最先发现英雄老师谭千秋》。根据三人共同报道的《那一刻，他张开双臂护住4个学生——德阳市东汽中学遇难教师谭千秋的最后奉献》和孙闻的《那一刻，泪飞如雨——谭千秋老师采访札记》，刘红丽的舅舅说刘红丽等4名学生为一名近50岁的男老师所救；之后记者从遗体登记册里查到了这位教师的名字“谭千秋”。救援人员也向记者描述谭千秋遗体称：“我们发现他的时候，他双臂张开着趴在课桌上，身下死死地护着四个学生，四个学生都活了”；之后记者将谭千秋保护学生的事迹告诉谭千秋妻子张关容。据孙闻、王建华重访灾区报道的《又见张关容 再访谭千秋》，东汽中学英语教师、现任（2010年）东汽中学副校长唐祖贵的孩子唐佳琦（琦琦）是被谭救的4学生之一（与《长沙晚报》的报道不同）。据该报道引述谭千秋的遗孀张关容所述，唐佳琦被救出来后见到唐祖贵说的第一句话为：“爸，救救谭叔。”最后唐佳琦因伤势过重去世。这几篇报道中除了刘红丽和唐佳琦，未指出其他被谭千秋解救学生姓名。

### 荣誉
谭千秋因媒体所报道的英雄事迹，于2008年7月被追认为“烈士”。另被追授“全国抗震救灾优秀共产党员”、“抗震救灾英雄”等荣誉称号，并被中国中央电视台评为2008年感动中国人物。2009年国庆前夕，谭千秋和其他62名烈士的照片和事迹被选入湖南烈士公园陈列室。
谭千秋母校湖南大学为其编写了《大爱千秋——记汶川大地震抗震救灾英雄谭千秋》一书。2009年，湖南大学联合了影视公司拍摄了描述谭千秋事迹的电影《最后一课》。另外还在校内树立了纪念谭千秋的雕塑《大爱千秋》。
四川省德阳市扬嘉镇新建的千秋中学以谭千秋命名。他的故乡祁东县也在筹建“千秋故乡中学”。
谭千秋的“英雄事迹”，被改写后收入苏教版语文小学课本第11册第6课《最后的姿势》。课本课后练习让学生仿照《感动中国》给谭千秋写颁奖词。

### 报道被揭发作假
据2010年《南方都市报》调查撰写并被转载的报道，与谭千秋一同埋在废墟下的学生刘虹利回忆，地震时，谭千秋挥了一下手（意思不要慌），刘虹利便掉落楼下。刘虹利并未受谭千秋保护，谭也没有时间冲过来保护，刘醒来时谭已遇难。一起获救的牟莎莎、丁楠杰也称未被老师救起。新华社和《长沙晚报》报道的“刘红丽”（实名“刘虹利”）存在且生还；《长沙晚报》报道的其他被谭解救学生中，“付强”真实存在但遇难，“田刚”和“余建”二人则不存在于该校；对于新华社报道的另一被谭解救后因伤势过重去世的学生唐佳琦，其父亲、东汽中学英语教师与现任（2010年）东汽中学副校长唐祖贵向南都记者描述亡女当时被救情形时，并没有认定她为谭所救，唐佳琦也没有和刘虹利等埋在同一处废墟。
刘虹利称其在病房被香港媒体采访问及被谭千秋救的感想时，完全不清楚自己的获救与谭老师有何联系，所以胡编乱造说了很多。刘虹利指出，该校学生都知道报道为假，每次开大会老师在上面讲谭老师的事迹，都有同学在下面笑。
重建后的东汽中学，谭老师的事已经成为“不能说的秘密”。虽然常听到谭千秋的名字，但包括现任（2010年）校长周德祥、谭千秋的遗孀张关容在内无人知晓哪4个学生获救。
最早报道此事的新华社记者之一孙闻称具体对话情节非他所写。另一记者王建华在与东汽中学老校长张天明对话时表示关心中学编写的回忆书籍《挥之不去的5·12》中刘虹利的文章，得知刘虹利没有提到谭救人时，他表示“人们需要一种精神……我同意你的看法，此事就到此为止”。当时新华社的报道和被南都记者访问的东汽中学现任（2010年）校长周德祥都指消息最早是刘虹利的舅舅传出，但刘虹利否认舅舅这么说过。
有传言称谭家这两年来接受了巨额捐款。对此，谭千秋的遗孀张关容在接受采访时认为：“如果丈夫不是想救学生，没有必要做出张开双手的姿势，而是应该掩头保护自己。”同时也表示，谭家迄今为止只接受过政府的抚恤金，未曾如谣言所说，接受巨额捐款。

### 评论
2010年，時任东汽中学副校长唐祖贵认为：“当时的确需要这么一个英雄楷模。”该中学70岁老校长张天明肯定谭千秋为人，但十分反对媒体的假报道，他认为：“我觉得中国这些老百姓太淳朴了，太善良了。我在想，如果他们知道了这个事情是假的，他们作何感想呢，会不会有被中国媒体忽悠的感觉呢？”“教育和新闻一样，真实性是生命，如果都说假话，那不是玩命吗？”
较多民众与媒体感慨谭千秋的“被英雄”，指责扭曲真相者，希望尊重历史、还原事实，认为带来的危害远大于积极意义，尤其拿他人生命在教育界、新闻界公开造假。但也有人称真假不重要，中国社会急需道德标杆，即便是虚拟的，要用“新的理念”去理解、容忍这些假的事迹。